# César Vezzani
César Vezzani est un ténor célèbre du début du XXe siècle, né à Bastia le 8 août 1888 et mort le 11 novembre 1951 à Marseille,.

## Biographie
Originaire de Corse, César Vezzani aurait été surnommé l’« Empereur des ténors » par le tsar Nicolas II. En fait, il avait accompagné son épouse Agnès Borgo (1879-1958), membre d'une troupe lyrique. Rien ne permet de confirmer cette anecdote controversée et sans fondement. En effet, l'étiquette du palais Impérial prévoit toutes les cérémonies et ce n'est pas Vezzani que le tsar salue mais une troupe dont il n'est qu'un accompagnateur. Ces exagérations caricaturent le mythe qui n'a pas besoin d'être enjolivé. Il est surnommé par les critiques Le Merle Blanc. 
Vezzani chante aussi bien l'opéra français que les rôles wagnériens. Sa diction, travaillée avec son épouse, est remarquable. Son hygiène de vie est discutable, car il aime les repas lourds et arrosés. Cependant il travaille beaucoup ses prestations qui l'entraînent à quelques récitals en Algérie (en exil pendant la Seconde Guerre Mondiale). Il est, sans aucun doute, l'une des plus grandes voix de tous les temps.
Cordonnier, il suit les cours de Mme Darcey-Roche aux Cours gratuits Roche où il est remarqué en 1908. Après le Conservatoire de Toulon, où il rencontre sa professeure, la cantatrice Agnès Borgo (1879-1958), qui deviendra son épouse, il se rend dans la capitale mais n'a pas le temps de finir ses études, car il obtient un contrat pour débuter à l'Opéra-Comique dans Richard Cœur-de-Lion de Grétry, en 1912. Le succès est immédiat. 
Il épouse en 1913 Agnès Borgo qui lui donne une fille Anita (du nom de l'héroïne de La Navarraise). Il divorce en 1919 et épouse par la suite une danseuse Mme Armande Bonnafous, dont il a eu un fils, également baptisé César Vezzani, né à Toulouse en 1931. Son fils a épousé Angèle Marriotti née en Corse à Pietraserena (décédée en 2016). Créateur du Blason du Crès, il décède en 1997 sur la commune du Crès. Sa famille vit aux alentours de Montpellier.
Installé à Marseille, le ténor se produira dans toute l'Europe francophone et les colonies d'Afrique du Nord. Son exceptionnelle tessiture lui aura permis de chanter de nombreux opéras. Ceux qui le côtoient dans sa vie quotidienne décrivent un homme à la forte personnalité, d'une rare générosité, se déplaçant toujours accompagné d'une foule d'admirateurs et fidèle soutien du Front populaire. En 1947, il  signe un contrat de trois ans avec La Monnaie à Bruxelles, mais pendant des répétitions à Toulon en 1948, une congestion cérébrale le touche et est complément paralysé. Une hémiplégie va faire de ce fort caractère un homme diminué.